# Arsenaux irakiens
 (mars 2024).
Si vous disposez d'ouvrages ou d'articles de référence ou si vous connaissez des sites web de qualité traitant du thème abordé ici, merci de compléter l'article en donnant les références utiles à sa vérifiabilité et en les liant à la section « Notes et références ».
Les arsenaux irakiens est une usine d'armement irakienne, qui se situe dans la province d'Al-Qadisiyya, a produit des pistolets (PA Tariq 9 mm), des fusils d'assaut (Tabuk), fusils de précision et des fusils mitrailleurs.

## Histoire
Dans les années 1970, afin d'accroître son autonomie en matière d'armement léger, l'Irak créa ses propres arsenaux, avec l'aide technique de la société serbe Zastava Arms. Tandis qu'en aout 2002, des enquêteurs internationaux reçoivent le droit de regard sur les arsenaux Irakien. Alors que durent la seconde guerre civil Irakienne (2013-2017), l'État Islamique selon là Conflict Armament Research, aurait une partie de sont équipement qui viendrais des Arsenaux Irakien,.